# Buszki (Rejowiec Fabryczny)
Buszki – część Rejowca Fabrycznego, w województwie lubelskim, w powiecie chełmskim. Leży w zachodniej części miasta, wzdłuż ulicy Chełmskiej. Stanowi zachodnie przedłużenie Morawinka. Znajduje się tu skup zboża.